# Centrale hydroélectrique d'Erlaufboden
La centrale hydroélectrique d'Erlaufboden est une centrale hydroélectrique mise en service en 1924 à Erlaufboden, quartier de Mitterbach am Erlaufsee, en Basse-Autriche. Il s'agit d'une centrale de stockage. La centrale est alimentée par l'Erlauf, le Lassingbach et l'Ötscherbach et reçoit les excédents de la centrale de Wienerbruck (de). La centrale dispose de trois turbines Francis avec une capacité de 1,4 MW, la capacité maximale de la centrale est de 3,4 MW.

## Alimentation
La centrale sert à alimenter la ligne de chemin de fer de la Mariazellerbahn avec un courant alternatif (Système d'électrification ferroviaire) avec une fréquence de 25 Hz.
L'un des trois turbine entraîne un générateur exclusivement pour l'alimentation de 50 Hz. Les deux autres turbines entraînent deux générateurs (25 Hz et 50 Hz). En temps normal, une de ces combinaisons 25 Hz-50 Hz sert de groupe convertisseur, quand le générateur 50 Hz fonctionne en cas de besoin (lorsque la puissance de la turbine est trop faible) comme un moteur de 50 Hz et entraîne le générateur de 25 Hz (ainsi on peut alimenter la Mariazellerbahn sans qu'il y ait d'eau).

## Appareillage électrique

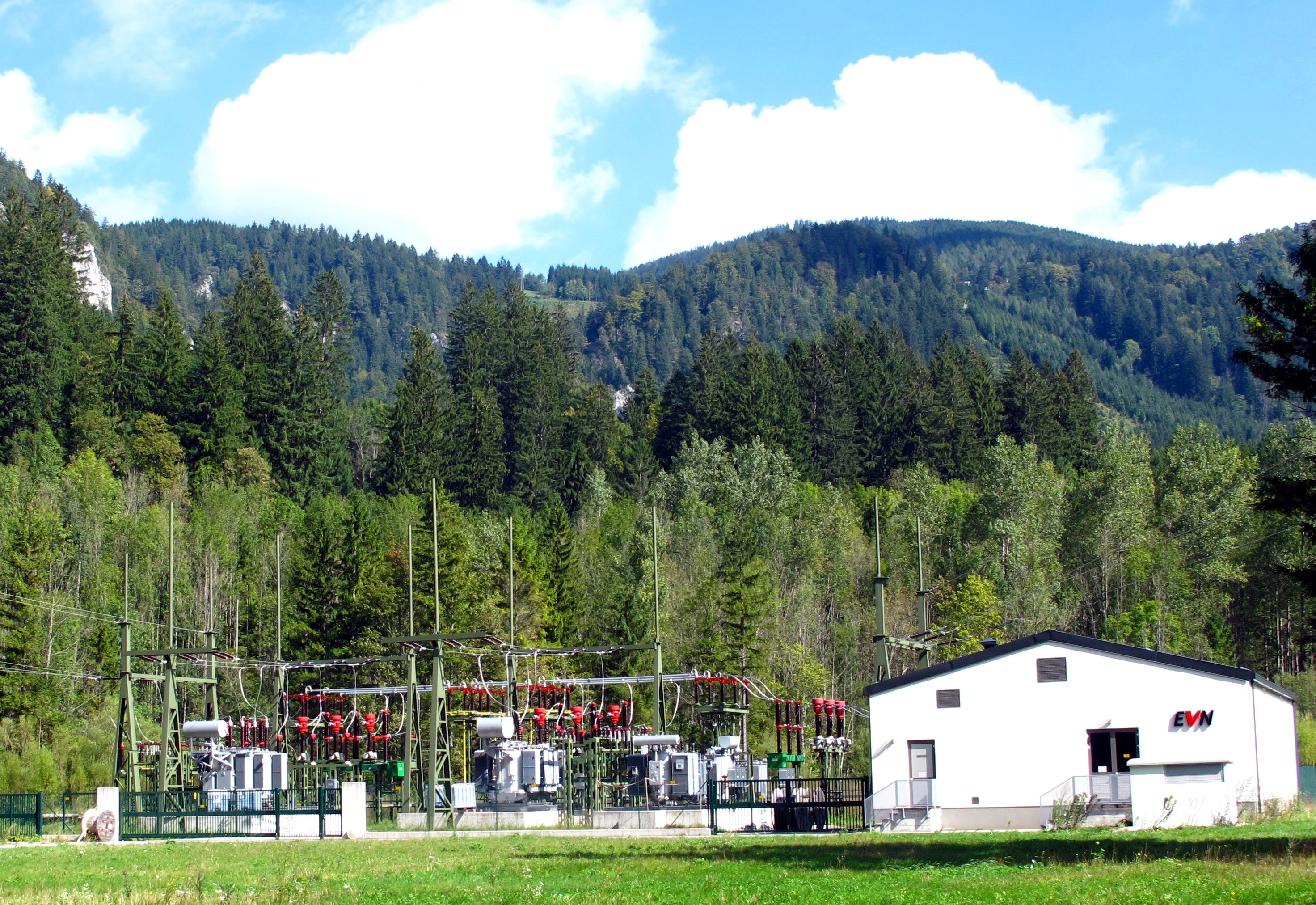
Appareillage électrique de la centrale

Sur le site de la centrale se trouve un appareillage électrique de 110 kV pour un courant triphasé (50 Hz). Ce système associe, indépendamment du système de la Mariazellerbahn, le système triphasé de 110 kV de la centrale de Wienerbruck et celle de celle de Gaming (de). Par ailleurs, ce système et la centrale alimente fournissent différents réseaux de moyenne tension de la région.